# Bund (Bibel)
Der Begriff Bund gibt die biblischen Schlüsselbegriffe oder Theologeme Brit(h) oder auch hebräisch ברית Bərit und altgriechisch διαθήκη diathēkē wieder und hat die Bedeutung eines feierlichen Bündnisses, Vertrages oder Eides. Bei einem Bund kann es sich um einen Vertrag zwischen Menschen handeln oder um einen Bundesschluss Gottes mit Menschen.
Bei einem Bund zwischen Gott und Menschen stehen sich als Partner Gott auf der einen Seite und die Menschheit, ein Volk oder einzelne Personen auf der anderen Seite gegenüber. Kennzeichnend für die Bundesschlüsse mit Gott ist, dass sie zwischen ungleichen Partnern geschlossen werden. Dementsprechend wird der Bund durch Gott „eingesetzt“, „gegeben“, „aufgestellt“, „befohlen“, „gewährt“ oder „angeboten“. Trotzdem enthält er eine Verpflichtung auf der Seite des Menschen oder des Volkes und auch eine Verpflichtung auf der Seite Gottes. Daher darf ein Bund, wie ein Vertrag, nicht gebrochen werden. Beim Bund am Sinai zwischen Gott und Israel handelt es sich um einen Bund Gottes mit einem ganzen Volk, um eine Gemeinschaftsoffenbarung.

## Judentum
Das üblicherweise mit Bund übersetzte hebräische Nomen ברית berīt (בְּרִית mit Niqqud) ist etymologisch wahrscheinlich von akkadisch bīritū, Band, Fessel abgeleitet. Ein Bundesschluss wird durch einen Akt der Zerteilung versinnbildlicht, wie es die hebräische Wendung „einen Bund schneiden“ andeutet (Gen 15,18 ). Vermutlich geht dies auf einen alten Ritus zurück, der etwa zu Abrahams Zeit Rechtsverträge zwischen Nationen bekräftigte. Möglicherweise geht auch das heute noch gebräuchliche Zerschneiden eines Bandes zur Einweihung einer Brücke oder einer Straße auf diesen Brauch zurück.

### Bund als Vertrag zwischen Menschen
Die hebräische Bibel beschreibt verschiedene Bündnisse zwischen einzelnen Menschen oder Völkern. Dabei kann es sich einerseits um Abkommen zwischen gleichrangigen Vertragspartnern handeln, wie beispielsweise zwischen König Salomo und Hiram von Tyrus (1 Kön 5,26 ). Andererseits können auch ungleiche Partner ein Abkommen vereinbaren. In dem in Jos 9,1–27  beschriebenen Bundesschluss etwa werden die Gibeoniter „Sklaven“ oder „Knechte“ der Israeliten. Und der letzte König von Juda, Zedekia, wird von Babylon als Herrscher über den von diesem abhängigen Kleinstaat Juda eingesetzt (2 Kön 24,17 f. ).
Ein wichtiges Element der Vertragsvereinbarungen ist der Schwur bei einer Gottheit, mit dem der Vertrag beeidet wird. Dadurch wird der Bund bindend, selbst wenn er sich als nachteilig herausstellen sollte. So ist der beim Gott JHWH beschworene Bundesschluss der Israeliten mit den Gibeonitern bindend, obwohl er unter Vortäuschung falscher Tatsachen zustande gekommen ist (Jos 9,19 f. ). Auch als Zedekia das mit Babylon geschlossene Abkommen bricht und ein Bündnis mit Ägypten anstrebt, wird dieser Bundesbruch nicht als rein weltliche Angelegenheit betrachtet. Da der Bund mit Babylon bei JHWH beschworen war, werden die Folgen des Bundesbruches als göttliche Strafe angesehen (Ez 17,11–21 ).

### Bund zwischen Gott und Menschen
Der Bund Gottes mit den Israeliten ist grundlegend für die Tora und folglich für die gesamte hebräische Bibel. Der Gedanke einer Bundesbeziehung zwischen Gott und Menschen ist jedoch nicht darauf beschränkt. So finden sich verschiedene Bundesschlüsse unterschiedlicher Tragweite.

#### Noahbund

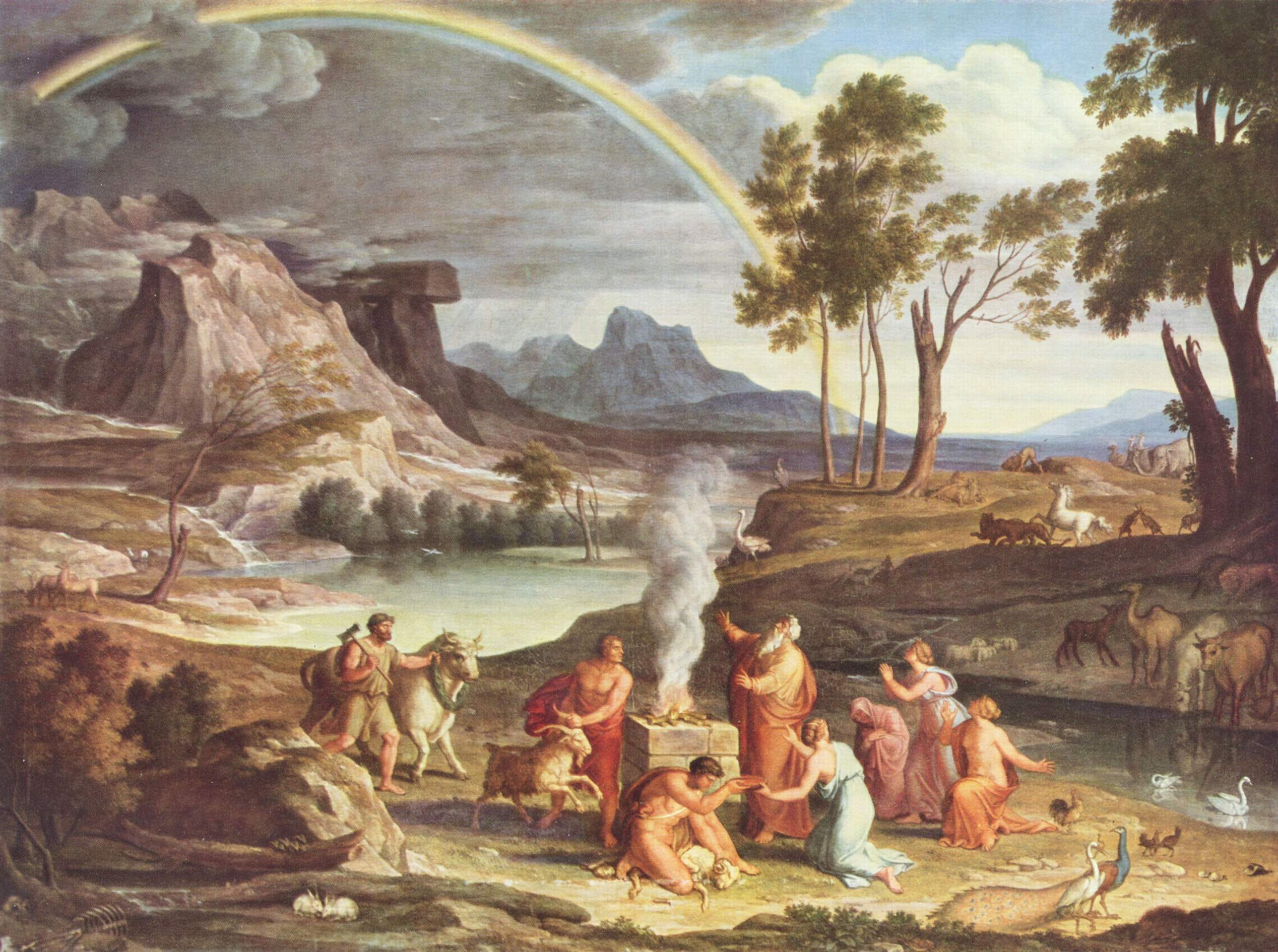
Gottes Bund mit Noach: Joseph Anton Koch, circa 1803.
Mit Regenbogen als Bundeszeichen

Der Bund Gottes mit Noah (Noahbund) wird zweimal in der Sintfluterzählung erwähnt (Gen 6,18 ; 9,8–17 ). Er erstreckt sich auf Noah, seine Familie und Nachkommen sowie alle Lebewesen, die auf der Arche gerettet wurden. Im Zusammenhang dieses Bundesschlusses erlegt Gott der Menschheit die sieben noachidischen Gebote auf. Gott selbst verpflichtet sich, nie wieder alle Lebewesen durch eine Flut auszurotten. Der Bundesschluss wird eingeleitet mit der Zusicherung: „So lange die Erde besteht, sollen nicht aufhören Aussaat und Ernte, Kälte und Hitze, Sommer und Winter, Tag und Nacht“ (Gen 8,22 ). Das Zeichen für diesen Bund ist der Regenbogen.
Der Bund ist in der priesterlichen Tradition die theologische Erklärung, von der her die Sintflut gedeutet wird. Gott spricht den Menschen, aber auch den Tieren ein „unbedingtes Ja“ zu. Es geht um eine feierliche Zusage, die einseitig von ihm ausgeht und für alles, was lebt, gilt.

#### Abrahamsbund
Exponiert wird der Bund in der Bibel erstmals im Zusammenhang mit der Verheißung und Erwählung der Stammväter genannt (Abrahamsbund oder Väterbund).
Gott schloss mit Abraham und dessen Nachkommen einen Bund, als dessen äußeres Zeichen die Beschneidung (hebräisch בְּרִית מִילָה Brīt Mīlah) alles Männlichen bestimmt wurde (Gen 17 ). In der jüdischen Tradition ist dieser der bedeutendste Bundesschluss, da mit ihm die Erwählung des Volkes Israel begründet ist. Laut der Bibel ist darin auch Israels Bedeutung für das Heil der anderen Völker begründet.
In seinen Kontext gehört der mittlerweile zurückgedrängte Amphiktyonie-Gedanke ebenso wie die lokalen Bundesgottheiten (auch: Baale), vor allem die von Sichem (Ri 8,33 ; 9,4.46 ). In Exodus findet dieser Bund seine (Wieder-)Aufnahme, Bestätigung und Erneuerung als Gottes Bund mit Israel und wird mit der Gabe der Tora verbunden:
Gott schloss mit Israel einen Bund. Dies geschah, indem er Moses die Zehn Gebote für das Volk Israel gab: „Werdet ihr nun meiner Stimme gehorchen und meinen Bund halten, so sollt ihr mein Eigentum sein vor allen Völkern, denn die ganze Erde ist mein. Und ihr sollt mir ein Königreich von Priestern und ein heiliges Volk sein.“ (Ex 19,5 f. )
Der symbolische Ausdruck des Bundes mit Abraham sind die Sterne des Himmels und die Brit Mila.

#### Sinaibund
Bundesschlüsse und Verträge sind in der Geschichte auch zwischen ungleichen Partnern und Völkern bezeugt. Solche vorantiken Verträge hatten häufig einen dreiteiligen Aufbau bestehend aus einer Präambel, einem Prolog mit geschichtlichem Überblick der guten Leistungen der stärkeren Partei und dem Abschnitt mit den Vertragsbedingungen und -versprechen, siehe etwa die hethitischen Vasallenverträge aus der Mitte des 2. Jahrtausends v. Chr.
Der Vertrag (Bund) zwischen Gott und Israel ähnelt diesem Muster. Er enthält eine Präambel, geht weiter mit der Nennung der guten Taten Gottes und endet mit den Vertragsbedingungen und -versprechen Gottes, Segen und Fluch, mit öffentlicher Ausrufung vor dem Volk und Anerkennung des Vertrages durch das Volk.
Auch der Inhalt des Vertrages Gottes mit Israel hat Parallelen in der Literatur. Der Codex Ḫammurapi und das ägyptische Recht und Gesetz enthalten Entsprechungen bezüglich des Schutzes von Personen, des Schutzes des Eigentums und allgemeine Rechtsbestimmungen hinsichtlich gesellschaftlicher Belange.

Worin sich der Sinaibund, der Vertrag zwischen Gott und Israel von anderen Verträgen unterscheidet, ist die Ethik, die als göttliche Offenbarung durch den Propheten Mose auftritt, als höchster Ausdruck göttlichen Willens. Die Ursache des Bundes des „Königs aller Könige“ mit Israel lagen nicht in Israels Qualitäten oder Verdiensten, vielmehr wurde Israel nach dem unergründbaren Willen Gottes zum Dienst erwählt, seine Ordnungen, Gebote und Verbote zu befolgen. Den anderen Völkern sind nur die sieben Noachidischen Gebote auferlegt. Die jüdische Tradition lehrt, dass sich jede ihrer Generationen von neuem so zu verstehen habe, als stehe sie selbst am Berg Sinai (der auch Horeb heißt) und höre den Donner, das Widderhorn und die Stimme Gottes, die spricht:

„Ich bin der Ewige, dein Gott, der ich dich aus dem Land Ägypten geführt habe, aus dem Hause der Sklaven. Du sollst keine anderen Götter haben vor meinem Angesicht.“

„Du sollst dir kein Götzenbild machen, auch keine ähnliche Gestalt von dem was oben im Himmel und unten auf der Erde oder im Wasser unter der Erde ist. Du sollst dich vor ihnen nicht verbeugen, auch sie nicht gottesdienstlich verehren. Denn ich, der Ewige, dein Gott, bin ein eifervoller Gott (..)“

Die Zehn Geboten sind ein Symbol für den Bund am Sinai, aber auch die Bundeslade, die die Tafeln mit den Geboten enthielt.
Etwa 1300 Jahre v. Chr. wird hiermit vor allem eine Ethik von Gott gegeben und von Israel angenommen, die zum Vorbild der christlichen und der muslimischen Religion wurde und zur Grundlage der modernen Menschenrechte. Für das Judentum bedeuten Gegenwart und Wort des lebendigen Gottes besondere Gebote des Bundes, die Gnade und Liebe Gottes.

## Christentum

### Bund im Alten Testament
In der christlichen Bibeltheologie wird häufig vergleichend vom „alten“ und vom „neuen Bund“ gesprochen. Dabei steht der alte Bund als Sammelbegriff für die in der hebräischen Bibel beziehungsweise dem Alten Testament beschriebenen Bündnisse Gottes mit Menschen, speziell für das besondere „angebotene“ Bündnis Gottes mit seinem „erwählten“ Volk Israel. Der neue Bund, diatheke, wird auf Jesus Christus als den Stifter eines neuen Heilsbundes bezogen; sein Bundeszeichen ist das Abendmahl Jesu mit seinen Jüngern.

### Bund im Neuen Testament
In das christliche Neue Testament (NT) hat der Begriff Bund über das Griechische Alte Testament Eingang gefunden. Im NT wird diatheke überwiegend in der Bedeutung Bund verwendet, nicht in der üblichen Bedeutung Testament.
Im Neuen Testament wurde nach christlichem Verständnis der Sinaibund (Exodus 24) erneuert, den Gott mit Israel im Alten Testament (AT) geschlossen hatte. Je nach theologischem Verständnis wird dieser Bund wegen seiner Einsetzung an Gründonnerstag auch als neuer oder zweiter Bund bezeichnet, wenn man den Bund mit dem Volk Israel als ersten oder alten Bund ansieht. In diesem Zusammenhang sind auch die Termini der (Bundes-)Treue (siehe Dtn 7,9  und andere) und der Gerechtigkeit Gottes wie der Zehn Gebote zu diskutieren.
Gemäß der christlichen Theologie schloss Jesus mit seinen Jüngern diesen neutestamentlichen Bund (Lk 22,19-20 ):

„Und er nahm Brot, sprach das Dankgebet, brach das Brot und reichte es ihnen mit den Worten: Das ist mein Leib, der für euch hingegeben wird. Tut dies zu meinem Gedächtnis! Ebenso nahm er nach dem Mahl den Kelch und sagte: Dieser Kelch ist der Neue Bund in meinem Blut, das für euch vergossen wird.“

Die Zeichen dieses Bundes sind das Brot und der Wein. Die Feier der Eucharistie, des Abendmahls, erinnern an diesen Bund. Der Einzelne wird durch die Taufe in den neuen Bund hineingenommen (Röm 6,3-5 : Brief des Apostels Paulus an die Römer, ca. 56 n. Chr.):

„Wißt ihr nicht, daß wir alle, die wir auf Christus Jesus getauft wurden, auf seinen Tod getauft worden sind? Wir wurden mit ihm begraben durch die Taufe auf den Tod; und wie Christus durch die Herrlichkeit des Vaters  von den Toten auferweckt wurde, so sollen auch wir als neue Menschen leben. Wenn wir nämlich ihm gleich geworden sind in seinem Tod, dann werden wir mit ihm auch in seiner Auferstehung vereinigt sein.“

### Der Bundesgedanke in der christlichen Theologie
Eine angebliche nomistische Struktur des Bundesgedankens wurde dann im Christentum zum einen als im Neuen Testament in der Liebe aufgehobenes Heilshindernis, dann wieder (vor allem in der Bundestheologie der Reformatoren und der Föderaltheologie des 18. Jahrhunderts) als auch inwendig notwendiger Teil eines Heilsvollzuges gesehen.

#### Griechisches Altes Testament
In der griechischsprachigen Übertragung der hebräischen Bibel, der für die jüdische Gemeinde Alexandrias angefertigten Septuaginta, wird der hebräische Ausdruck Brith mit dem griechischen Wort διαθήκη diathēkē übersetzt, was außerhalb der Bibel die Bedeutung Testament hat (vergleiche hierzu: Testament (Bibel)). In der auf der Septuaginta beruhenden christlichen Theologie erscheint diese Wortwahl sinnvoll, da sie den besonderen Bundesgedanken der Bibel unterstreicht. Wie ein Testament ist auch ein Bund Gottes die Willenserklärung eines einzelnen (nämlich Gottes) und nicht die Übereinkunft von zwei Parteien, die in einem Bund oder Vertrag festgehalten wird. In der jüdischen Tradition wird es gerade entgegengesetzt gesehen, hier erscheint der Begriff Vertrag passender. So gewinnt im christlichen Schrifttum des Griechischen Alten Testaments das Wort diatheke häufig die Bedeutung Verfügung, Willenskundgebung oder Anordnung.

### Religionswissenschaftliche Sicht der biblischen Bundesvorstellung
Bünde, die unter anderem mit Noah, Abraham und Mose geschlossen werden, stellen religionshistorisch Zäsuren dar, in deren Abfolge sich die Religion verändert und bis zum Endstadium entwickelt. Dabei wird rückblickend dem einzigen und ewigen Gott ein mehrfacher Sinneswandel unterstellt, der von den Reformern ausging.
Auch ist trotz aller Kodifizierung das Bundesverhältnis kein symmetrisches, bei dem von gleichberechtigten Partnern ausgegangen werden kann, so dass „Bund“ und „Erwählung“ hie und da synonym verwendet werden. In der Regel wird aber zwischen der Außenseite, auf der die Erwählung Israels zum „erwählten Volk“ in exponierter Stellung macht, und der Innenseite, die die Verpflichtung gegenüber Gott beinhaltet (nach Hermisson der „Bund“ im engeren Sinn), unterschieden.